# Бон (Франция)
Вижте пояснителната страница за други значения на Бон.
Бон (на фр. Beaune) е град във Франция, в южната част на департамента Кот д'Ор, регион Бургундия-Франш Конте. Население 22 012 жители от преброяването през 2007 г.